# Bill Clinton
Bill Clinton, właśc. William Jefferson Clinton (ur. jako William Jefferson Blythe III 19 sierpnia 1946 w Hope) – amerykański polityk, 42. prezydent Stanów Zjednoczonych w latach 1993–2001. 
Gubernator stanu Arkansas w latach 1979–1981 i w latach 1983–1992, prokurator generalny stanu Arkansas w latach 1977–1979.

## Wczesne życie
Urodził się jako William Jefferson Blythe III 19 sierpnia 1946 roku w Hope w stanie Arkansas. Jego ojciec był komiwojażerem, który trzy miesiące przed narodzinami syna zginął w wypadku samochodowym w Missouri. Matka Billa Clintona nazywała się Virginia i była pielęgniarką. W 1950 roku wyszła za mąż za sprzedawcę samochodów Rogera Clintona. Potem rodzina przeniosła się do Hot Springs, również w Arkansas. Tam William Blythe ukończył szkołę podstawową i średnią. Jego ojczym był alkoholikiem i stosował przemoc domową. W 1962 roku Virginia i Roger rozwiedli się, ale kilka miesięcy później ponownie wzięli ślub. Wtedy William Blythe przyjął nazwisko ojca i od tego czasu nazywa się William Jefferson Clinton.
W 1963 Clinton został wybrany na delegata stanu Arkansas na ogólnoamerykańskim spotkaniu w Waszyngtonie. Wizyta w Kongresie Stanów Zjednoczonych i spotkanie z senatorem J. Williamem Fulbrightem oraz prezydentem Johnem Fitzgeraldem Kennedym miały być początkiem zafascynowania Billa Clintona polityką.

## Wykształcenie
W 1964 roku ukończył szkołę średnią i podjął studia na wydziale spraw międzynarodowych na Uniwersytecie Georgetown. Jako student pracował w biurze senatora J. Williama Fulbrighta. Ukończył studia z wyróżnieniem w 1968 roku. Za dobre wyniki w nauce i pracy społecznej otrzymał stypendium Rhodes Scholar na dwuletnie studia na Uniwersytecie Oksfordzkim w Anglii, które podjął. Jego opiekunem naukowym na Oksfordzie został profesor Zbigniew Pełczyński.
Wiosną 1969 otrzymał wezwanie do amerykańskiego urzędu wojskowego. Aby uniknąć wcielenia do armii i udziału w wojnie wietnamskiej, zapisał się na kurs szkolenia oficerów rezerwy. Gdy Stany Zjednoczone rozpoczęły rekrutację poprzez loterię, Clinton wylosował wysoki numer oznaczający niską szansę na obowiązkową służbę wojskową. Wtedy zrezygnował z kursu oficerów rezerwy.
W 1971 otrzymał stypendium na wydziale prawa Uniwersytetu Yale w New Haven w stanie Connecticut.
W 1976 roku zamieszkał z żoną Hillary Clinton w Little Rock w stanie Arkansas i wykładał prawo na Uniwersytecie Arkansas.

## Wczesna kariera polityczna
W 1972 w Teksasie ze swoją ówczesną partnerką Hillary Rodham organizował prezydencką kampanię wyborczą kandydata Partii Demokratycznej George'a McGoverna.
W latach 1974–1976 bez powodzenia kandydował na członka Izby Reprezentantów Stanów Zjednoczonych.
W 1976 roku wygrał wybory na prokuratora generalnego stanu Arkansas. Urząd pełnił od 1977 roku do 1979 roku.
W 1978 roku został wybrany na gubernatora Arkansas. W 1980 roku stracił stanowisko przegrywając wybory, ale odzyskał je po kolejnych wyborach w 1982 roku. Z powodzeniem ubiegał się o reelekcje w latach 1984, 1986 i 1990. Jako gubernator aktywnie uczestniczył w konferencjach ogólnokrajowych. Urząd pełnił od 9 stycznia 1979 do 13 stycznia 1981 i od 11 stycznia 1983 do 12 grudnia 1992, kiedy zastąpił go na tym stanowisku zastępca gubernatora Jim Guy Tucker w związku z wyborem Clintona na prezydenta Stanów Zjednoczonych.

## Kampania przed wyborami prezydenckimi w 1992 roku

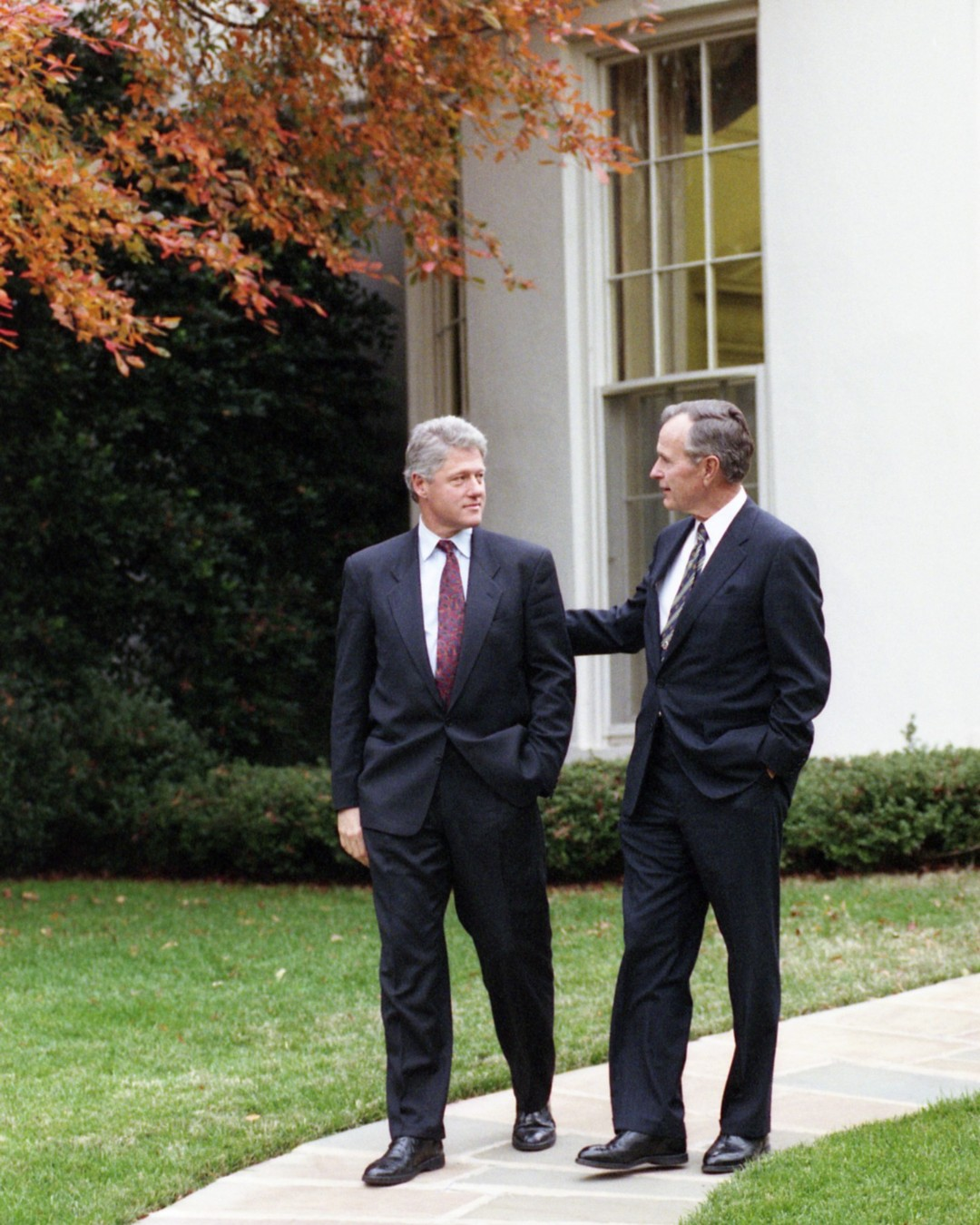
Bill Clinton jako prezydent-elekt i ustępujący prezydent George H.W. Bush (18 listopada 1992 r.)

3 października 1991 roku ogłosił, że zamierza ubiegać się o urząd prezydenta Stanów Zjednoczonych. W tym okresie urząd ten pełnił George H.W. Bush, który cieszył się popularnością i zamierzał ubiegać się o reelekcję. Według badań przeprowadzonych przez The New York Times oraz CBS i opublikowanych 1 kwietnia 1992 roku, George H.W. Bush miał poparcie 44% wyborców, Bill Clinton 31%, a niezależny kandydat Ross Perot 16%.
W pierwszych stanowych prawyborach Partii Demokratycznej w New Hampshire najwięcej głosów, 33%, zdobył senator Paul Tsongas. Clinton był drugi, otrzymując 25% głosów. Wygrał jednak prawybory w stanach Georgia, Luizjana, Missisipi, Tennessee, Teksas, Oklahoma, Missouri, Floryda, Hawaje, Illinois, Michigan, Nowy Jork, Kansas, Minnesota, Pensylwania, Kalifornia, Ohio, New Jersey i kilku innych, co zadecydowało o jego zwycięstwie w prawyborach ogólnokrajowych. 9 lipca Clinton ogłosił publicznie, że wybrał Ala Gore'a na swojego kandydata na wiceprezydenta.
13 lipca 1992 roku rozpoczęła się konwencja Partii Demokratycznej w Nowym Jorku. Kontrkandydat Clintona, Jerry Brown, odmówił poparcia zwycięzcy prawyborów, przestrzegając przed złym wpływem biznesu i pieniądza na amerykańskie życie polityczne. Inny kontrkandydat, Paul Tsongas, poparł Clintona. 15 lipca na konwencji zwycięzca prawyborów otrzymał poparcie 3372 delegatów, Jerry Brown 596 delegatów, a Paul Tsongas 209 delegatów. Al Gore otrzymał nominację jako kandydat na wiceprezydenta. 16 lipca Clinton wygłosił przemówienie, w którym zadeklarował akceptację decyzji konwencji i wezwał do zawarcia nowego porozumienia między rządem, a społeczeństwem. Wkrótce New Covenant, czyli nazwa owego porozumienia, stała się jednym z głównych sloganów wyborczych kampanii Billa Clintona.
W swojej kampanii Clinton kładł duży nacisk na pozyskanie głosów klasy średniej. W tym celu często nawiązywał do swojego trudnego dzieciństwa, ubóstwa i braku wyższego wykształcenia matki oraz dziadka, a także podkreślał znaczenie roli rodziny w społeczeństwie. Obiecał odbudować gospodarkę i zadbać o podniesienie standardu życiowego Amerykanów. Innym sloganem popularyzowanym przez kampanię Clintona było Gospodarka, głupcze, którym deklarował, że nie zapomni o sprawach gospodarczych. Swojemu głównemu kontrkandydatowi, George'owi H.W. Bushowi zarzucał niewystarczające zaangażowanie w konflikt w Bośni. Zalecał blokadę wobec Serbii, a w razie konieczności, zbombardowanie wojsk serbskich w Bośni. W lipcu 1992 ośrodki badania opinii publicznej po raz pierwszy odnotowały wyższe poparcie dla Clintona niż dla urzędującego prezydenta George'a H.W. Busha.
Kampania George'a H.W. Busha zarzucała Billowi Clintonowi, że zmierza do największego w historii USA zwiększenia podatków. Przypominała też, że jako gubernator Arkansas Clinton podnosił podatki i opłaty 128 razy. Zwracała uwagę na podejrzane jej zdaniem przeszłe wizyty Clintona w Moskwie i Pradze, czyli w państwach rywalizującego ze Stanami Zjednoczonymi Układu Warszawskiego.
Poparcie dla kandydatury Clintona wyrazili między innymi centrala związkowa American Federation of Labor and Congress of Industrial Organizations i admirał William Crowe.
3 listopada 1992 roku odbyły się wybory. Bill Clinton zdobył 43% głosów, a jego główny kontrkandydat George H.W. Bush, 37,4%. Clinton zdobył też większość w Kolegium Elektorów, tym samym wygrywając wybory.

## Prezydentura
Bill Clinton był pierwszym prezydentem Stanów Zjednoczonych urodzonym po II wojnie światowej, pierwszym na tym stanowisku reprezentantem pokolenia określanego mianem baby-boom i pierwszym prezydentem urodzonym w Arkansas.
W czasie jego prezydentury duży wpływ na politykę kraju miała jego żona i pierwsza dama Hillary Clinton. Sam prezydent potwierdził w wywiadzie dla tygodnika Time, że chciałby, aby towarzyszyła mu w gabinecie, gdy będzie podejmował szczególnie ważne decyzje. Sekretarz prasowy prezydenta Dee Dee Myers potwierdziła też, że rolą pierwszej damy będzie zajmowanie się sprawami polityki wewnętrznej, a jej gabinet zostanie przeniesiony bliżej Gabinetu Owalnego.
8 czerwca 1994 roku otrzymał tytuł doktora honoris causa na Uniwersytecie Oksfordzkim, gdzie w przeszłości studiował.
5 listopada 1996 roku w wyniku wyborów uzyskał reelekcję, zdobywając 49% w wyborach powszechnych i większość głosów elektorskich, a jego główny kontrkandydat Bob Dole zdobył 41% głosów powszechnych.

### Polityka społeczna
Jedną z pierwszych decyzji Clintona po przejęciu prezydentury, było wydanie 22 stycznia 1992 roku rozporządzenia wykonawczego znoszącego ograniczeń aborcji wprowadzonych w ciągu poprzednich 12 lat. Odwiesił też zakaz pomocy krajom, które realizują programy planowania rodziny.
16 kwietnia 1993 roku jako pierwszy prezydent w historii Stanów Zjednoczonych przyjął w Białym Domu delegację homoseksualistów. W lipcu, w celu zniesienia zakazu służby wojskowej dla homoseksualistów, wypracował kompromis ze zdominowaną przez opozycyjną Partię Republikańską Izbą Reprezentantów, godząc się na wprowadzenie polityki don’t ask, don’t tell.
5 lipca 1993 roku podpisał ustawę umożliwiającą pracownikom uzyskanie do 12 tygodni bezpłatnego urlopu w celu uregulowania trudnej sytuacji rodzinnej.
9 listopada 1997 roku jako pierwszy prezydent Stanów Zjednoczonych wziął udział w imprezie publicznej zorganizowanej przez stowarzyszenia homoseksualistów.
28 maja 1998 roku wydał rozporządzenie wykonawcze chroniące gejów i lesbijki przed dyskryminacją w miejscach pracy.

### Polityka zdrowotna

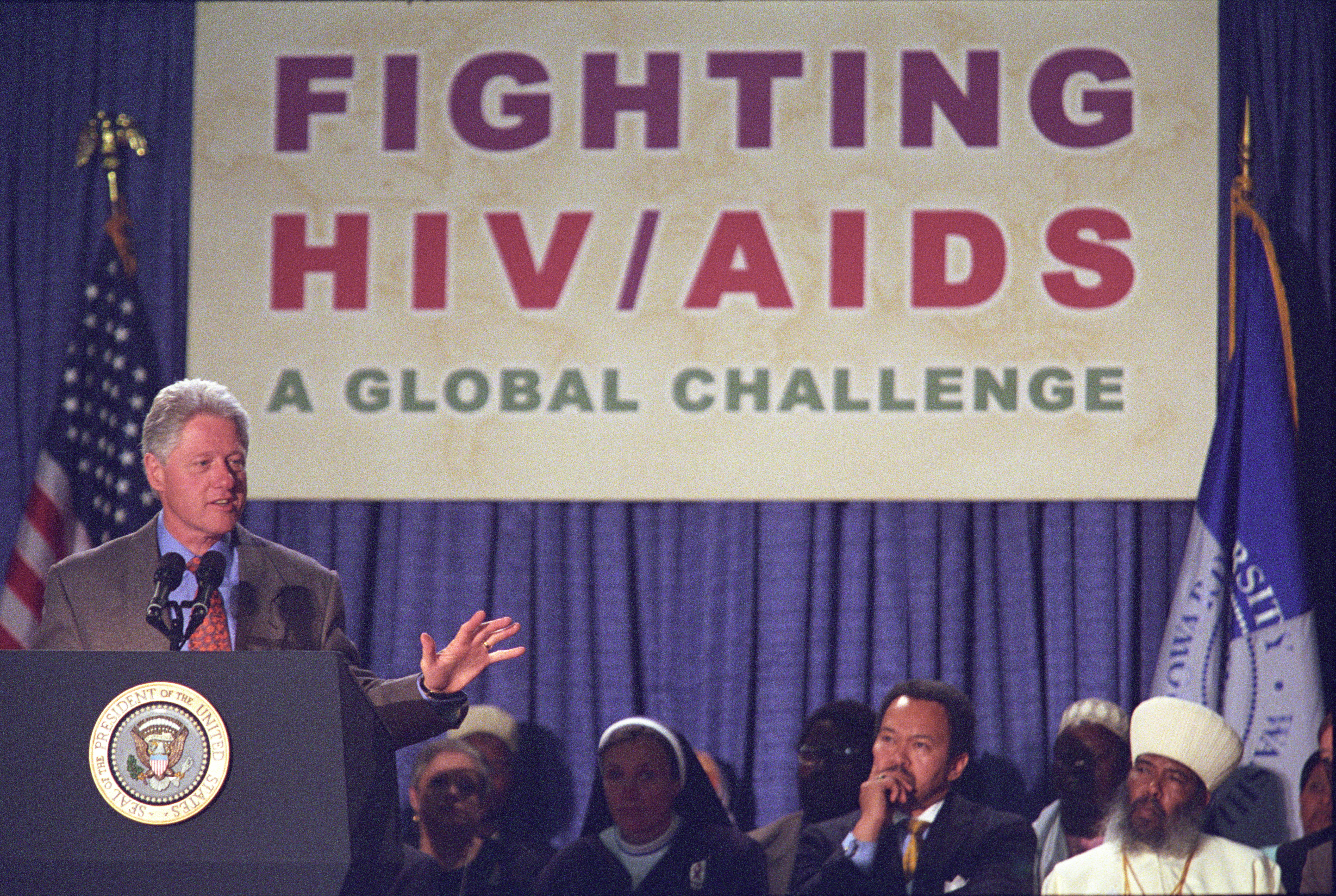
Bill Clinton na obchodach Światowego Dnia AIDS na Uniwersytecie Howarda w Waszyngtonie w 2000 roku

W 1993 roku Clinton zwiększył środki pieniężne na walkę z AIDS i powołał pierwszego koordynatora polityki rządu do walki z AIDS. Została nią Kristine Gebbie.
25 stycznia 1993 roku powierzył swojej żonie Hillary Clinton przewodnictwo nad specjalną grupą zadaniową do spraw reformy opieki zdrowotnej. We wrześniu prezydent przyjął opracowany plan. Przewidywał on powszechną opiekę zdrowotną dla wszystkich obywateli i legalnie przebywających cudzoziemców. Pracodawcy mieli pokrywać 80% kosztów leczenia pracowników. Według sondażu przeprowadzonego dla tygodnika Time, propozycje popierało 57% Amerykanów. Plan został wyceniony na 350 miliardów dolarów w ciągu siedmiu lat, a środki na niego miały pochodzić między innymi z opodatkowanego tytoniu oraz ograniczenia wydatków na Medicare i Medicaid. 19 lipca 1994 roku zadeklarował, że przyjmie każdy kompromis z parlamentem, który zapewni 95% Amerykanów dostęp do opieki medycznej. Dlatego zrezygnował ze swojego pierwotnego projektu reformy służby zdrowia na rzecz projektu ustawy senatora George Mitchella. Żaden z planów nie został jednak przedstawiony Kongresowi, ponieważ nie udało się pozyskać większości wystarczającej do przegłosowania ustaw.
W 1998 roku zwrócił się do Kongresu o uchwalenie karty praw pacjenta, rozszerzającej uprawnienia 150 milionów Amerykanów w dostępie do służby zdrowia. W odpowiedzi Partia Republikańska kontrolująca Izbę Reprezentantów przedłożyła własny program, obejmujący 48 milionów obywateli.

### Bezpieczeństwo
Decyzją Billa Clintona sędzia Louis Freeh zastąpił Williama Sessionsa na stanowisku dyrektora FBI. Początkowo jego kandydatką na prokuratora generalnego była Zoë Baird, ale wycofał jej kandydaturę po ujawnieniu skandalu z zatrudnianiem nielegalnych imigrantów. Kolejna kandydatka Kimba Wood spotkała się z podobnymi oskarżeniami. Ostatecznie Clinton powierzył to stanowisko Janet Reno. Powołał też dwóch sędziów do Sądu Najwyższego: Ruth Bader Ginsburg i Stephena Breyera.
Clinton poparł ustawę wymagającą 5-dniowego oczekiwania przez nabywców broni palnej. W sierpniu 1993 roku przedstawił pakiet propozycji przeznaczenia 1,4 miliarda dolarów na zatrudnienie 50 tysięcy policjantów i budowę więzień.

### Finanse
17 lutego 1993 roku Bill Clinton przedstawił pakiet propozycji podnoszących podatki i redukujących wydatki, co miałoby zwiększyć wpływy do skarbu państwa o 493 miliardy dolarów. Podatkami miałyby zostać obciążone głównie korporacje i osoby o wysokich dochodach. Dodatkowo opodatkowana miała zostać energia elektryczna. W zamian obiecał zmniejszyć deficyt budżetowy i zwiększyć wydatki na edukację, roboty publiczne, świadczenia społeczne oraz tworzenie miejsc pracy. Projekt ten wielokrotnie upadał, ponieważ Partia Republikańska zastosowała taktykę obstrukcji parlamentarnej. Ostatecznie jednak, w wyniku negocjacji, Izba Reprezentantów zaakceptowała dwoma głosami ustawę zwiększającą podatki o 241 miliardów dolarów i zmniejszającą wydatki o 255 miliardów dolarów. W Senacie osiągnięto remis w głosowaniu, więc zgodnie z prawem, wiceprezydent Al Gore oddał głos decydujący za ustawą.
30 września 1998 roku Clinton oświadczył, że rok zakończy się nadwyżką budżetową w wysokości 70 miliardów dolarów. Po raz pierwszy od 1969 roku w Stanach Zjednoczonych nie zanotowano deficytu budżetowego.

### Polityka zagraniczna

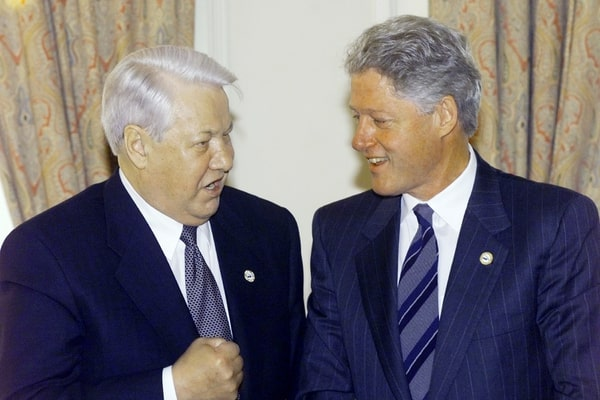
Od prawej: prezydent Stanów Zjednoczonych Bill Clinton i prezydent Rosji Borys Jelcyn

3 i 4 kwietnia 1993 roku spotkał się z prezydentem Rosji Borysem Jelcynem w Vancouver w Kanadzie. Uzgodniono plan zwiększenia pomocy gospodarczej Stanów Zjednoczonych dla Rosji w wysokości 1,6 miliarda dolarów. 11 września przewodniczył odbywającemu się w Białym Dom podpisaniu porozumienia między Izraelem, a Organizacją Wyzwolenia Palestyny, reprezentowanym kolejno przez Icchaka Rabina i Jasira Arafata. 14 września podpisał porozumienia zmniejszające negatywne jego zdaniem skutki układu NAFTA.
W styczniu 1994 roku spotkał się w Pradze z prezydentami Polski, Czech, Węgier i Słowacji, wyrażając zainteresowanie współpracy tych państw z NATO. 3 lutego zakończył embargo na handel z Wietnamem. Zobowiązał się zwiększyć do końca marca 1994 roku liczbę amerykańskich żołnierzy w Somalii z ok. 5 do ok. 20 tysięcy w celu uregulowania konfliktu. 19 września wysłał wojsko do Haiti, czego skutkiem było przywrócenie obalonego przez juntę prezydenta Jean-Bertranda Aristide'a.
30 kwietnia 1995 roku nałożył embargo na handel z Iranem, jako powód podając popieranie przez ten kraj terroryzmu i plany budowy broni nuklearnej. W sierpniu zawetował uchwalone przez kongres zniesienie embarga na dostawy broni do Bośni. 14 grudnia w jego obecności podpisano porozumienie w Paryżu między Serbią, Chorwacją i Bośnią.
27 maja 1997 roku podpisał z prezydentem Rosji Borysem Jelcynem porozumienie tworzące Radę NATO-Rosja, dając Rosji wpływ na niektóre sprawy sojuszu NATO. Clinton był zwolennikiem rozszerzenia NATO, a utworzenie rady miało być formą kompromisu z nieprzychylną temu pomysłowi Rosją. W lipcu publicznie wyraził zainteresowanie przyjęciem do sojuszu Polski, Czech i Węgier. Wszystkie trzy państwa zostały ostatecznie przyjęte w wyniku zatwierdzenia tej decyzji przez Kongres 3 kwietnia 1998 roku.
26 maja 1998 roku nałożył na Indie sankcje w związku z przeprowadzaniem przez ten kraj prób z bronią nuklearną. 20 sierpnia oświadczył, że wydał rozkaz zbombardowania bazy terrorystów w Afganistanie i fabryki w Sudanie, w której miały być produkowane komponenty broni chemicznej. Administracja Clintona wiązała działalność tych obiektów ze wcześniejszymi zamachami terrorystycznymi na ambasady Stanów Zjednoczonych w Kenii i Tanzanii.
1 września 1998 roku odwiedził Moskwę w celu podpisania porozumienia o redukcji przez Stany Zjednoczone i Rosję o 50 ton zapasów plutonu wykorzystywanego do produkcji broni jądrowej.
23 marca 1999 roku NATO rozpoczęło bombardowanie Serbii. Bill Clinton ogłosił, że celem nalotów jest zniechęcenie prezydenta Slobodana Miloševića do eskalacji ataków w Kosowie. W swojej przemowie nazwał Miloševića ostatnim dyktatorem w Europie.

### Afery

#### Whitewater
Pod koniec 1993 roku prezydent Bill Clinton, pierwsza dama Hillary Clinton i przedsiębiorca James McDougal zostali powiązani przez media z aferą Whitewater. Wszyscy troje w połowie lat 70. XX wieku mieli być współwłaścicielami firmy Whitewater Development Co., która miała kontrolować działki pod zabudowę w Arkansas. Później Clintonowie mieli odsprzedać swoje udziały Dougalowi. Departament Sprawiedliwości wszczął dochodzenie w celu ustalenia czy McDougal nie przekazywał nielegalnie pieniędzy na kampanie wyborcze Clintona, gdy ten ubiegał się kilkukrotnie o urząd gubernatora Arkansas. W trakcie dochodzenia ustalono, że jeden z doradców prezydenta, Bernard Nussbaum, usunął z Białego Domu wszystkie dokumenty dotyczące Whitewater przed pojawieniem się grupy dochodzeniowej. Sprawą zajmował się mianowany przez prokurator generalną Janet Reno prokurator Robert Fiske, który w połowie czerwca 1994 roku stwierdził, że nie znalazł poważniejszych dowodów. 5 sierpnia 1994 roku sądy federalne podjęły decyzję o zmianie prokuratora powołanego przez administrację Clintona na prokuratora specjalnego Kennetha Starra. Przesłuchiwania odbywały się w Białym Domu oraz publicznie przed kongresem. Na początku maja 1998 roku powołana przez Kennetha Starra ława przysięgłych w Little Rock w Arkansas została rozwiązana po czterech latach bez uznania winy Clintonów. We wrześniu 2000 roku śledztwo zostało umorzone.

#### Pozew Pauli Jones
W maju 1994 roku była urzędniczka Paula Jones oskarżyła prezydenta, że w czasie pełnienia urzędu gubernatora Arkansas złożył jej propozycję o charakterze seksualnym w zamian za awans. 28 grudnia sąd uznał, że proces musi zostać odroczony do końca prezydentury Clintona. W 1998 roku pozew został oddalony.

### Impeachment

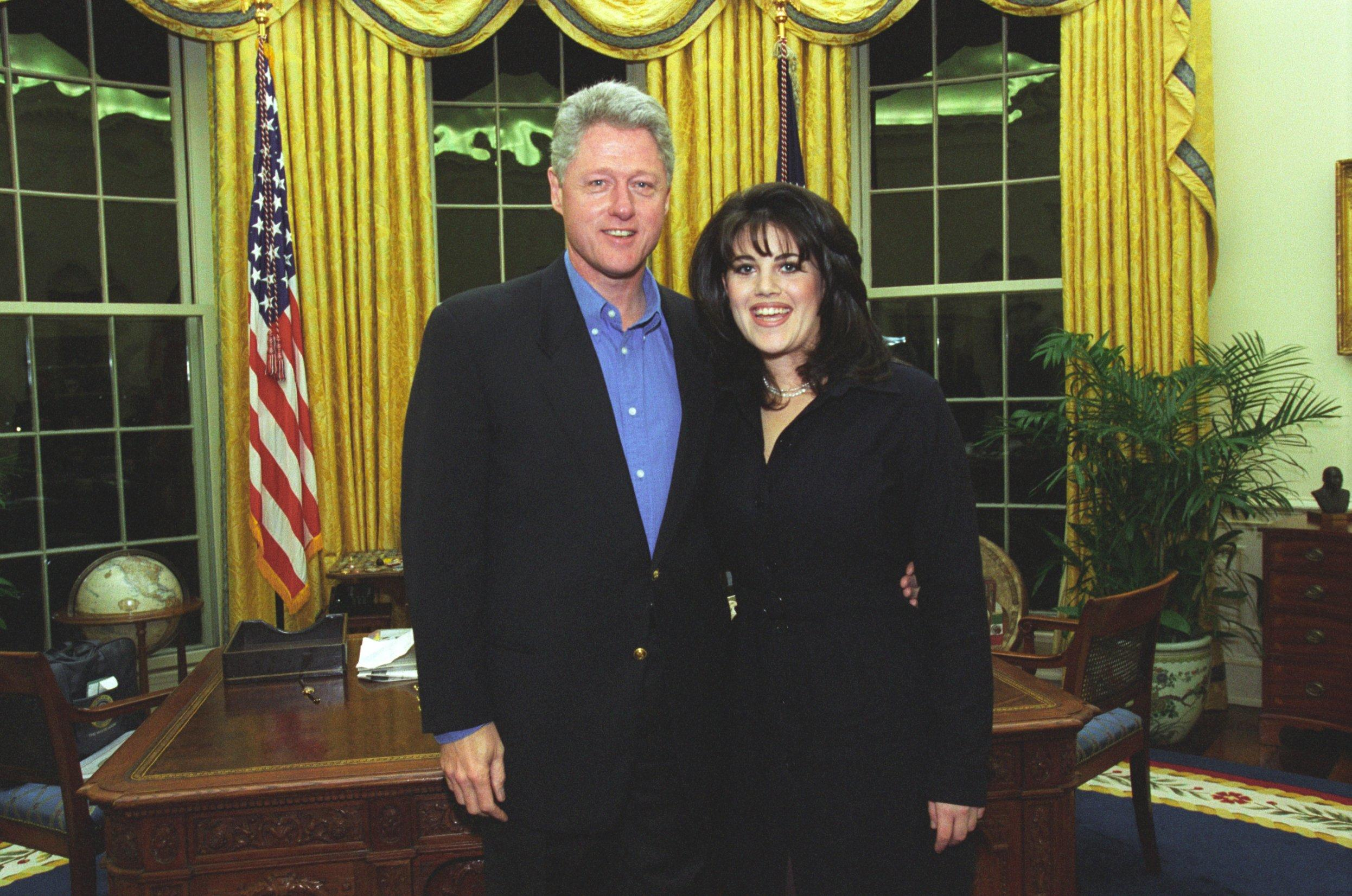
Od lewej: Bill Clinton i Monica Lewinsky 28 lutego 1997 roku

21 stycznia 1998 roku w prasie pojawiła się informacja, że prezydent Bill Clinton utrzymywał kontakty seksualne z byłą stażystką w Białym Domu Monicą Lewinsky w latach 1995-1996. Koleżanka kobiety, Linda Tripp wiedziała o romansie i za wiedzą Federalnego Biura Śledczego nagrała siedemnaście taśm, zawierających 20 godzin rozmów z Lewinsky, z których wynikało, że Clinton i jego doradca Vernon Jordan doradzali stażystce kłamanie w sprawie relacji z prezydentem. Prokurator Kenneth Starr oskarżył Clintona o krzywoprzysięstwo. Prezydent zaprzeczył wszystkim zarzutom. Monika Lewinsky zaprzeczyła pod przysięgą, jakoby miała mieć romans z Clintonem.
Później w 1998 roku wolontariuszka w Białym Domu Kathleen Willey oskarżyła Clintona o molestowanie seksualne po tym jak przyszła do niego z prośbą o stałe zatrudnienie. Prezydent zaprzeczył. Przyznał się natomiast do pojedynczego stosunku seksualnego z Jennifer Flowers. W trakcie dochodzenia wznowiono przesłuchiwanie Pauli Jones, która już wcześniej oskarżyła Clintona o propozycje seksualne w zamian za awans. Żona prezydenta Hillary Clinton nazwała skandal z Monicą Lewinsky szerokim spiskiem skrajnej prawicy.
17 sierpnia Clinton wygłosił oświadczenie, w którym przyznał się do stosunków z Moniką Lewinsky, ale zaprzeczył oskarżeniom o krzywoprzysięstwo i namawianie kobiety do kłamstwa oraz oskarżył prokuratora badającego sprawę, Kennetha Starra, o niemoralne metody prowadzenia śledztwa. W trakcie kolejnych przesłuchań Clinton przedstawił swoją wersję wydarzeń. Z czasem Monica Lewinsky również przyznała, że doszło do relacji seksualnych między nią, a prezydentem. 20 sierpnia złożyła zeznania, według których te relacje miały być intymniejsze, niż przedstawia to Bill Clinton. Badania laboratoryjne FBI wykazały również, że na sukience kobiety znajdowały się plamy spermy należącej do prezydenta.
11 września 1998 roku zespół Kennetha Starra opublikował w Internecie raport, który zarzucał Billowi Clintonowi wielokrotne kłamanie pod przysięgą w sprawie Pauli Jones i Moniki Lewinsky, okłamywanie opinii publicznej i kongresu, utrudnianie pracy wymiarowi sprawiedliwości oraz nakłanianie Moniki Lewinsky do fałszywych zeznań i zatajania faktów. 5 października Komisja Sądownicza zleciła Izbie Reprezentantów wstępne śledztwo w sprawie oskarżenia Billa Clintona. 17 grudnia Izba Reprezentantów Stanów Zjednoczonych zagłosowała za procedurą impeachmentu głosami 228 za i 206 przeciw.
14 stycznia 1999 roku o godzinie 13:05 prezes Sądu Najwyższego William Rehnquist otworzył posiedzenie, które rozpoczęło proces przeciwko prezydentowi USA. Był to drugi impeachment prezydenta w historii tego państwa. 12 lutego Senat oddalił proces głosami 55 przeciw impeachmentowi do 45 za.
Pomimo upadku impeachmentu, sprawy przeciwko Billowi Clintonowi w związku z aferami seksualnymi i krzywoprzysięstwem były toczone dalej w sądach niższej instancji.

#### Lista Epsteina
Został wymieniony w tzw. Liście Epsteina, czyli w ponad 900-stronicowym zestawie dokumentów ze sprawy Virginii Giuffre przeciw Ghislaine Maxwell. Lista zawiera zarówno przestępców, jak i znajomych Epsteina, a nawet ofiary. Bill Clinton nie jest jednoznacznie wymieniony jako osoba bezpośrednio powiązana ze sprawą, jednak Virginia Giuffre opisuje go jako "kluczowego świadka" oraz przed rozpoczęciem sprawy oskarżała go o odwiedzanie wyspy Little Saint James (tzw. Listy Pedofilów). Dodatkowo zeznająca w tej sprawie Johanna Sjoberg zeznała, że Jeffrey Epstein powiedział jej, że Bill Clinton lubi młode dziewczyny.

## Życie prywatne

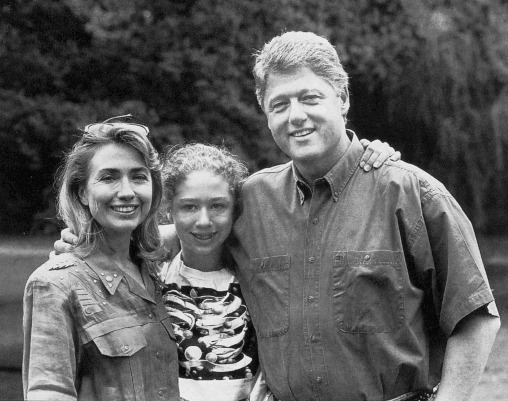
Od prawej: Bill Clinton, jego córka Chelsea Clinton i jego żona Hillary Clinton około 1993 roku

Swoją żonę Hillary Clinton z domu Rodham poznał w bibliotece uniwersyteckiej w 1970 roku. Pobrali się 11 października 1975 roku. W podróż poślubną pojechali do Acapulco w Meksyku. Ich córka Chelsea Victoria Clinton urodziła się 17 lutego 1980 roku.
Ma młodszego brata Rogera.
Umie grać na saksofonie, czego nauczył się w czasach szkolnych. W 1963 roku Uniwersytet Stanu Luizjana docenił jego talent muzyczny i zaoferował stypendium na studia muzykologiczne.

## Odznaczenia
- Amerykańskie
  - Prezydencki Medal Wolności (2013)[11]
  - Medal Departamentu Obrony za Wybitną Służbę Publiczną (2001)[12]
  - Philadelphia Liberty Medal (2006)[13]
- Zagraniczne
  - Order Lwa Białego (Czechy, 1998)[14]
  - Order Dobrej Nadziei (RPA, 1998)[15]
  - Order Krzyża Ziemi Maryjnej I klasy (Estonia, 2006)[16]
  - Honorowy Wielki Komandor Orderu Logohu (Papua-Nowa Gwinea, 2006)[17]
  - Order Wolności (Kosowo, 2019)[18]
  - Krzyż Wielki Orderu Tomáša Garrigue Masaryka (Czechy, 2024)[19]